# Bart Sears
Compléments
site officiel : https://www.bartsearsart.com
Bart Sears, né le 17 décembre 1963, est un dessinateur de comics.

## Biographie
Bart Sears naît le 17 décembre 1963 dans l'État de New York. Après avoir étudié le dessin à la Joe Kubert School of Cartooning and Graphic Arts, il commence à travailler en 1986. Il dessine d'abord des publicités ou des illustrations pour des jeux de rôle avant de publier son premier roman graphique, Hero Alliance chez Pied Piper Press. Il est ensuite dessinateur de couvertures de comics pour Quality Comics et dessine aussi plusieurs histoires de Conan le Barbare. En 1988, il est engagé par DC Comics où il reste jusqu'en 1993. Il dessine d'abord les aventures du Spectre puis Justice League Europe, Batman et Eclipso. Parallèlement, il tient une colonne régulière dans le magazine Wizard où il donne des conseils pour apprendre à dessiner et il enseigne un an à l'école Joe Kubert.
Quand il quitte DC, il choisit d'être indépendant ce qui lui permet de travailler pour de nombreux autres éditeurs. On trouve ainsi son nom chez Valiant Comics (X-O Manowar et Turok), Marvel Comics (Surfer d'argent et Midnight Sons), Image Comics et Dark Horse Comics. En 1994, il crée sa propre maison d'édition nommée Ominous Press. Ceci est un échec et Sears retourne chez Valiant et y retrouve X-O Manowar. Il passe ensuite chez Penthouse Comix puis revient chez Marvel où il dessine de nombreux comics et participe au retour de Spider Woman. Lorsque CrossGen cherche de nouveaux artistes, il déménage en Floride et dessine les comics The First et The Path. CrossGen le nomme ensuite directeur artistique. Lorsque CrossGen fait faillite, il part chez Marvel. En 2005, il est engagé par DC qui lui confie Batman:Legends of the Dark Knight puis Warlord.
Il quitte ensuite le monde des comics et travaille pour l'éditeur de jeux vidéos Heatwave Interactive. Il dessine parfois encore pour des éditeurs de comics comme Dark Horse où il réalise la minisérie The Helm mais il faut attendre 2016 pour qu'il retrouve vraiment la bande dessinée. Cette année-là, associé à Ron Marz, il relance Ominous Press.